# Framtid (tidskrift)
Framtid var en finländsk veckotidskrift för politiska, sociala och allmänt kulturella spörsmål, vilken 1905–1910 utgavs i Helsingfors.
Tidskriften, som startades av Herman Gummerus och Filemon Tiderman, representerade den radikala gruppen bland de svensktalande. Den stod i opposition till det så kallade passiva motståndets män, vilka 1905 bildat regering och förfäktade det åskådningssätt, som uppbars av aktivisterna.  Ansvarig redaktör var 1906–1907 Herman Gummerus och 1908–1910 vice häradshövding Johannes Gummerus. De främsta medarbetarna var Konni Zilliacus, Arvid Mörne, Gunnar Castrén, Georg Schauman och Hjalmar Procopé. 